# El Señor de los Anillos: Gollum
El Señor de los Anillos: Gollum (en inglés, The Lord of the Rings: Gollum) es un juego de acción y aventuras desarrollado por Daedalic Entertainment y publicado por Nacon. Está basado en El señor de los anillos. El juego salió a la venta en Microsoft Windows, PlayStation 4, PlayStation 5, Xbox One y Xbox Series X y Series S el 25 de mayo de 2023, la versión para Nintendo Switch estará disponible más adelante en 2023.

## Historia
El juego fue anunciado por Daedalic Entertainment en marzo de 2019 para su lanzamiento en 2021. Con el anuncio del acuerdo de Nacon, el juego se retrasó hasta 2022. En la línea cronológica, el juego posiblemente se ubica entre los acontecimientos de El Hobbit y El Señor de los Anillos, cuando el resurgir del Señor Oscuro Sauron era prácticamente un hecho.